# Mauricio Galvao
Mauricio Luis Juan Galvao (* 21. Januar 1890 in Buenos Aires, Argentinien; † 6. März 1945 in Castelnuovo, Italien) war ein deutscher Hockeyspieler.
Galvao nahm mit der Mannschaft des Uhlenhorster HC als deutscher Vertreter an den Olympischen Spielen 1908 in London teil. Die Mannschaft, der auch sein Bruder Raulino Galvao angehörte, belegte den fünften Rang.
Mauricio Galvao heiratete die Tennisspielerin Mieken Rieck, das Paar ließ sich jedoch wieder scheiden. Er starb am 6. März 1945 in Italien und wurde auf einem Soldatenfriedhof in Zagreb beerdigt.